# Токарєв Борис Васильович
Борис Васильович Токарєв (рос. Бори́с Васи́льевич То́карев; нар. 20 серпня 1947, Кісєльово, Калузька область, РРФСР, СРСР) — радянський і російський актор, кінорежисер, продюсер. Заслужений артист РРФСР (1976). Заслужений діяч мистецтв Російської Федерації (2001). Перший віцепрезидент Гільдії акторів кіно Росії, генеральний продюсер студії «Дебют».

## З життєпису
Закінчив акторський (1969, майстерня Б. Бібікова, О. Пижової) і режисерський (1977, майстерня С. Герасимова) факультети Всесоюзного державного інституту кінематографії.
Знімається у кіно з 1959 р., зіграв близько п'ятдесяти ролей (зокрема, у фільмах: «Синій зошит» (1963), «Гарячий сніг», «А зорі тут тихі…» (1972), «Два капітани» (1976) та ін.).
Поставив понад десять кінокартин і телесеріалів.
Удостоєний нагород і премій.
Одружений, дружина — кіноактриса Людмила Гладунко.

## Фільмографія

### Актор
- «Врятоване покоління» (1959, Віктор Іванов)
- «Синій зошит» (1963)
- «Вступ» (1963, Володя Якубовський)
- «Де ти тепер, Максиме?» (1964, Максим Бобцов)
- «Палата» (1964, Міша Новиков)
- «Дорога до моря» (1965, Толік Колокольцев)
- «Вірність» (1965, лейтенант (немає в титрах); Одеська кіностудія)
- «Шосте літо» (1967, к/м, Костя Лапін)
- «Князь Ігор» (1969)
- «Спекотне літо» (1969)
- «Казка про казку» (1969, к/м, сажотрус)
- «Морський характер» (1970, Андрій Кроткіх)
- «Вкрадений поїзд» (1970, Рубашкін)
- «Якщо ти чоловік...» (1971, Пашка Снегірьов)
- «Гарячий сніг» (1972, Микола Кузнецов, лейтенант, командир вогневого взводу)
- «А зорі тут тихі…» (1972)
- «Бешкетні частівки» (1973, к/м, Володя)
- «Високе звання» (1974, Павло Шаповалов)
- «Це ми не проходили» (1975)
- «Від зорі до зорі» (1975, Мотя Захаров)
- «Два капітани» (1976, Олександр Григор'єв)
- «Ранкові зірки» / пол. Gwiazdy poranne (1979, Михайло Лавров; Польща)
- «Світанок тривав усю ніч» / Svítalo celou noc 1980, Окунєв; Чехословаччина)
- «Олександр Маленький» (1981)
- «Розставання» (1984)
- «Доручити генералу Нестерову...» (1984, Бакулін)
- «Береги в тумані» (1986, Воронов)
- «Нічний екіпаж» (1987)
- «Особливий випадок» (1987, кіноальманах; Антон)
- «Загін» (1987, Саша, співробітник посольства)
- «Гол у Спаські ворота» (1990, Олександр Шелепін, комсомольський працівник)
- «President і його жінка» (1996, Гліб)
- «Д. Д. Д. Досьє детектива Дубровського» (1999, депутат Войтов)
- «З новим щастям!» (1999, Вадим Вадимович, великий бізнесмен)
- «Маросейка, 12» (2000)
- «Не залишай мене, кохання» (2001, Олег Зубарєв)
- «Маска і душа» (2002, Куклін)
- «Останній бій майора Пугачова» (2005, Артем'єв, генерал)
- «Екстрений виклик» (2006—2007, т/с, Артем Миколайович Мамаєв, генерал міліції)
- «Моя Пречистенка» (2006—2007, Микола Миколайович Рєпнін, князь)
- «Код апокаліпсису» (2007, офіцер ФСБ)
- «Динозавр» (2018, слідчий на пенсії) та ін.

### Режисер-постановник
- «Катіна служба» (1977, співавт. сценарію)
- «Молодість» (кіноальманах), новела «Ангел мій» (1978)
- «Нас вінчали не в церкві» (1982)
- «Площа Повстання» (1985, співавт. сценарію))
- «Нічний екіпаж» (1987)
- «Затвірник» (1992)
- «Не залишай мене, кохання» (2001, продюсер)
- «Перерване танго. Пахомова і Горшков» (2006, документальний)
- «Моя Пречистенка» (2006—2007т/с, у співавт.)
- «Віщун Омар Хаям. Хроніка легенди» (2012, продюсер, Іран—Росія)
- «118 секунд, до... і після» (2014)
- «Залізна троянда Івана Баташова» (2020, у співавт.; документальний фільм із циклу «Сіль землі» про промисловців Андрія та Івана Баташових)